# Bavilliers
Bavilliers è un comune francese di 4 595 abitanti situato nel dipartimento del Territorio di Belfort nella regione della Borgogna-Franca Contea.

## Storia

### Simboli
Lo stemma attuale è stato adottato nel 2024 e vuole essere un omaggio a Ferrier du Châtelet che nacque a Bavilliers e fu moschettiere del re.
Lo stemma utilizzato in precedenza dal comune era d'oro, al leone di nero ed è riprodotto, ma con gli smalti invertiti,  nell'Armorial Général de France del 1696.

## Società

### Evoluzione demografica
Abitanti censiti